# Metacharis lucius
Metacharis lucius is een vlindersoort uit de familie van de prachtvlinders (Riodinidae), onderfamilie Riodininae.
Metacharis lucius werd in 1793 beschreven door Fabricius.